# Intersound Records
La Intersound Records è stata una casa discografica fondata nel 1982 da Don Johnson, e ha prodotto principalmente musicisti di genere rock progressivo.

## Storia
La società inizialmente si è concentrata sulla pubblicazione di musica classica, ma gradualmente si è spostata verso la firma di artisti contemporanei fino a quando le versioni classiche, che un tempo avevano realizzato il 95% delle entrate della società, rappresentarono soltanto il 5% delle vendite.
Intersound ha perseguito un modello di business unico di vendita diretta principalmente ai rivenditori tramite un sistema di distribuzione interno, e non lavorò mai come un distributore di terze parti come facevano in genere le major; aveva sede a Roswell, Georgia, dove gestiva un grande impianto di produzione e stoccaggio. Nel novembre 1996, Platinum Entertainment ha acquisito Intersound per la cifra di 29 milioni di dollari.